# Astéroïde de type C

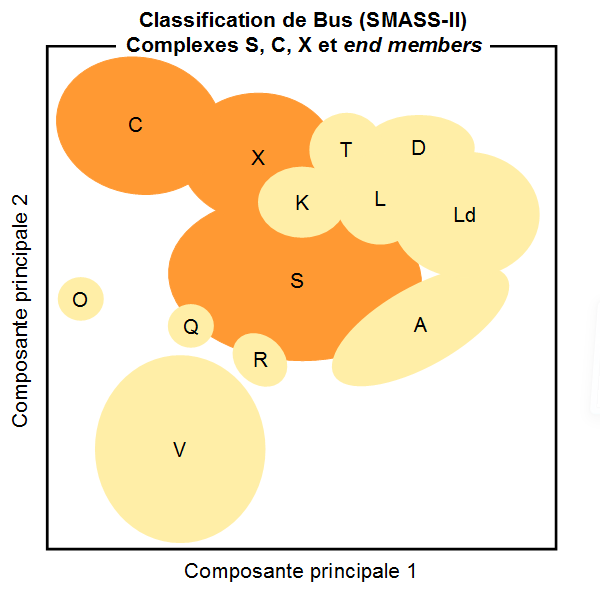
Complexes S, C et X et autres types dans l'espace des composantes principales 1 et 2 de la classification de Bus.

Dans le cadre de l'étude spectrale des astéroïdes, le complexe C (antérieurement groupe C ou, de manière courante mais ambigüe, classe C ou type C) et le type C sont deux notions distinctes utilisées par plusieurs classifications spectrales.
La notion de classe C (et son opposition à celle de classe S) est l'une des plus anciennes encore utilisées aujourd'hui. Elle a été introduite en 1975 dans l'article fondateur de Clark R. Chapman, David Morrison et Ben H. Zellner qui proposait une classification en trois classes C (carbonaceous, rapprochée des météorites carbonées), S (stony-metallic, rapprochée des météorites ferro-pierreuses) et U (unclassified, pour les objets sortant du cadre proposé).
Cette notion large de classe ou type C est aujourd'hui généralement remplacée par celle de complexe C. Celle-ci est explicitement apparue dans la classifications de Bus (ou SMASS-II) en 1999, conjointement à celles de complexe S et de complexe X, et correspond à un ensemble de plusieurs types apparentés distingués au sein de la classe C originelle. Dans les classifications de Bus (1999) et de Bus-DeMeo (2009), on y retrouve un type C situé au cœur du complexe (dans l'espace des propriétés spectrales), le type B, et d'autres types (ou sous-types) notés par un système à deux lettres (Cg par exemple). La classification de Tholen (1984) avait de son côté généré une notion de groupe C rétrospectivement équivalente au complexe C, mais avec une subdivision très différente comprenant également des types C et B (qui ne se recouvrent que partiellement avec ceux de Bus ou Bus-DeMeo) ainsi que des types F et G.
À fin 2023, la base de données « Small-Body Database » du Jet Propulsion Laboratory compte 1666 astéroïdes pour lesquels le type SMASS-II (classification de Bus) est renseigné, dont 421 astéroïdes appartenant au complexe C (25 %),.

## Description générale du complexe
| Classification | Ensemble   | Types associés        | Remarques |
| -------------- | ---------- | --------------------- | --- |
| Tholen         | Groupe C   | B, C, F, G            | - le groupe C de Tholen est plus ou moins équivalent au complexe C de Bus ou Bus-DeMeo mais avec un découpage très différent - les types B, C, F et G y sont notamment distingués par un critère d'absorption plus ou moins fort dans l'ultraviolet et par le niveau du gradient dans le visible |
| Bus (SMASS-II) | Complexe C | B, C, Cb, Cg, Cgh, Ch | - les deux classifications ont le même découpage du complexe C, mais les définitions précises de chaque type diffèrent et par suite l'attribution de certains astéroïdes - le type C correspond au cœur du complexe (au sens de zone de forte concentration dans l'espace des données spectrales) - les types C, B et Cb sont distingués par le niveau et le profil du gradient spectral - les types C, Cg, Cgh et Ch sont distingués par d'éventuelles absorptions côté ultraviolet avant 0,55 μm (indice g) et/ou vers 0,7 μm (indice h) |
| Bus-DeMeo      | Complexe C | B, C, Cb, Cg, Cgh, Ch | - les deux classifications ont le même découpage du complexe C, mais les définitions précises de chaque type diffèrent et par suite l'attribution de certains astéroïdes - le type C correspond au cœur du complexe (au sens de zone de forte concentration dans l'espace des données spectrales) - les types C, B et Cb sont distingués par le niveau et le profil du gradient spectral - les types C, Cg, Cgh et Ch sont distingués par d'éventuelles absorptions côté ultraviolet avant 0,55 μm (indice g) et/ou vers 0,7 μm (indice h) |

- Le type F de Tholen se retrouve essentiellement fusionné avec le type B dans la classification de Bus
- Le type G de Tholen se retrouve redistribué parmi les types C, Cg, Cgh et Ch dans la classification de Bus

## Propriétés

### Description spectrale du complexe et des types associés
Une opposition fondamentale distingue :
- d'un côté le complexe S et quelques types secondaires (types A, O, Q, R, V notamment), avec des spectres présentant un relief bien marqué, caractérisé par un gradient spectral plus ou moins rouge dans le visible et des absorptions plus ou moins marquées vers 1 et 2 μm ;
- de l'autre le complexe C, le complexe X et quelques types secondaires (types T et D notamment), avec des spectres présentant un relief peu marqué.

Dans ce cadre, le complexe C se distingue du complexe X par un gradient tendanciellement moins rouge dans le visible, voire bleu, et par d'éventuelles spécificités plus fines propres à tel ou tel type et différentes suivant la classification (albédo et absorptions dans l'ultraviolet pour Tholen, petites marques d'absorption pour Bus ou Bus-DeMeo, évolutions dans l'infrarouge pour Bus-DeMeo).
Ces astéroïdes sont très sombres (albédo autour de 0,03)[réf. nécessaire].

### Hypothèses de composition et de liens avec les météorites

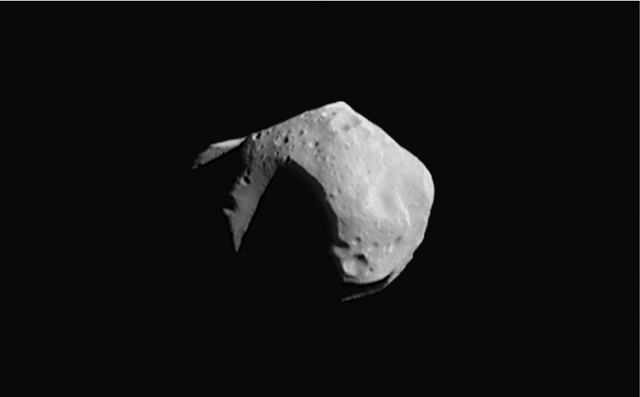
(253) Mathilde, un exemple d'astéroïde de type Cb au sens de la classification de Bus

Les spectres de réflexion des astéroïdes de type C présentent des similitudes avec ceux des météorites de type chondrites carbonées et ils en sont probablement les corps parents[réf. nécessaire].  Leur composition chimique est supposée proche de celle du système solaire primitif, sans les éléments légers et volatils comme les glaces[réf. nécessaire].
Une absorption autour de 3 μm indique la probable présence d'eau[réf. nécessaire].

### Situation dans le Système solaire et hypothèses d'origine
L'ensemble du complexe C représente environ 15 à 30% des astéroïdes dont le type est connu mais, compte-tenu des biais d'observation (ils sont tendanciellement plus éloignés de la Terre et plus sombres que les astéroïdes du complexe S), ils représenteraient en fait environ 75 % des astéroïdes[réf. nécessaire], constituant l'ensemble le plus important devant le complexe S.
Du fait de leur caractère très sombre, les astéroïdes de type C ne peuvent pas être vus avec des jumelles lors de leur opposition, contrairement à certains astéroïdes de type S.

## Exploration et retour d'échantillon
À ce jour (2023), quatre astéroïdes appartenant au complexe C ont été visités par une sonde spatiale :
- (253) Mathilde, astéroïde de la ceinture principale, de type Cb au sens de la classification de Bus, survolé par la sonde américaine NEAR Shoemaker en juin 1997 durant son transit vers sa cible principale (433) Éros ;
- la planète naine (1) Cérès, de type G au sens de la classification de Tholen mais plus souvent considérée comme de type C au sens des classifications de Bus ou Bus-DeMeo, explorée entre 2015 et 2018 par la sonde américaine Dawn ; voir les articles correspondants ;
- (162173) Ryugu, astéroïde géocroiseur potentiellement dangereux, de type Cb au sens de la classification de Bus, exploré par la sonde japonaise Hayabusa 2 entre juin 2018 et août 2019, avec récolte d'échantillons ramenés sur Terre avec succès le 5 décembre 2020 ;
- (101955) Bénou, astéroïde géocroiseur de type B, exploré par la sonde américaine OSIRIS-REx entre 2019 et 2021, avec retour d'échantillon en septembre 2023 ; voir section Exploration des astéroïdes de type B.

### (253) Mathilde
Le survol de (253) Mathilde a permis d'en préciser le caractère très sombre (albédo de 0,047), commenté comme deux fois plus sombre qu'un morceau de charbon de bois par Joseph Veverka, le responsable de la mission NEAR Shoemaker. La densité de 1 300 kg/m3 estimée à la suite du survol, très faible, moitié de celle d'une chondrite carbonée typique, a été interprétée comme signe d'une structure en agglomérat lâche de débris, caractéristique semble-t-il partagée par plusieurs astéroïdes de type C. L'absence de différences de couleur ou d'albédo au niveau des cratères a de son côté été interprétée comme signe d'une structure homogène. Des études ultérieures par spectroscopie dans l'infrarouge proche ont permis d'estimer une composition comparable à celle de chondrites carbonées de type CI1 ou CM2, avec une surface dominée par les phyllosilicates.

### (162173) Ryugu

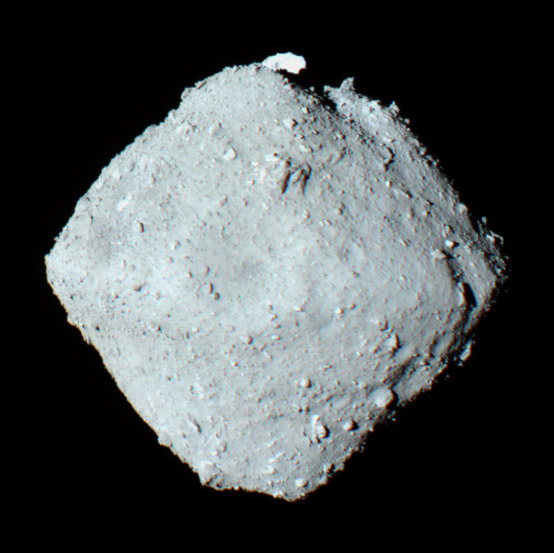
(162173) Ryugu (image de la sonde Hayabusa 2).

L'exploration de (162173) Ryugu par la sonde Hayabusa 2 a été riche en innovations, avec l'usage de deux petits rovers japonais de type MINERVA-II, d'un atterrisseur franco-allemand MASCOT, et d'un petit impacteur SCI. Les différentes études menées in situ ont entre autres révélé une densité de 1,2 correspondant à une porosité d'environ 50 %, un albédo particulièrement faible de 0,02 (environ moitié de celui attendu), la présence de nombreux gros rochers, l'absence de régolithe en surface,. Tous ces résultat ont surpris les équipes de recherche. Les mesures spectrométriques montrent une petite quantité d'hydroxyde probablement présent dans un minéral argileux riche en magnésium, indiquant des interactions passées avec de l'eau. Certaines roches présentent de nombreuses petites inclusions multicolores ressemblant à celles riches en aluminium et en calcium de certaines chondrites carbonées, type rare de météorite. Tous ces indices induisent un scenario de formation complexe, impliquant un ou plusieurs corps parents de grande taille ayant eu une géologie complexe.
La mission Hayabusa 2 a pu opérer sur Ryugu deux prélèvements distincts et ramener sur Terre un total de 5,4 g de poudre et de particules de roches. Plusieurs équipes se partagent les études. L'une d'elle (conduite sur un échantillon de 95 mg, avec analyses des concentrations de 66 éléments chimiques et des compositions isotopiques de l'oxygène, du chrome et du titane), confirme des matériaux très voisins de ceux des chondrites carbonées de type Ivuna, type très rare de météorites supposées très primitives,.

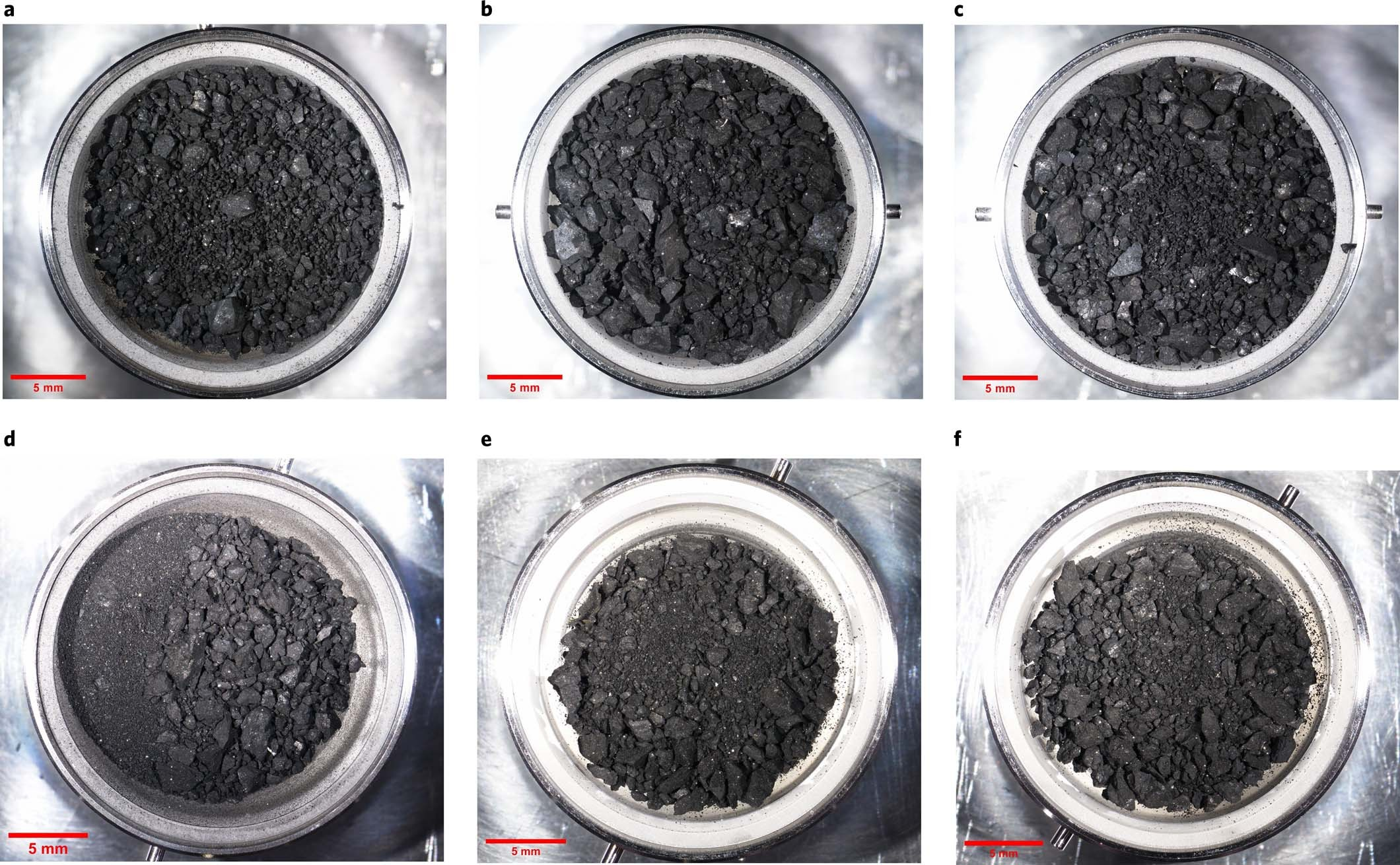
Vues au microscope optique des deux échantillons de (162173) Ryugu.